# Deutsche Zentral-Zeitung

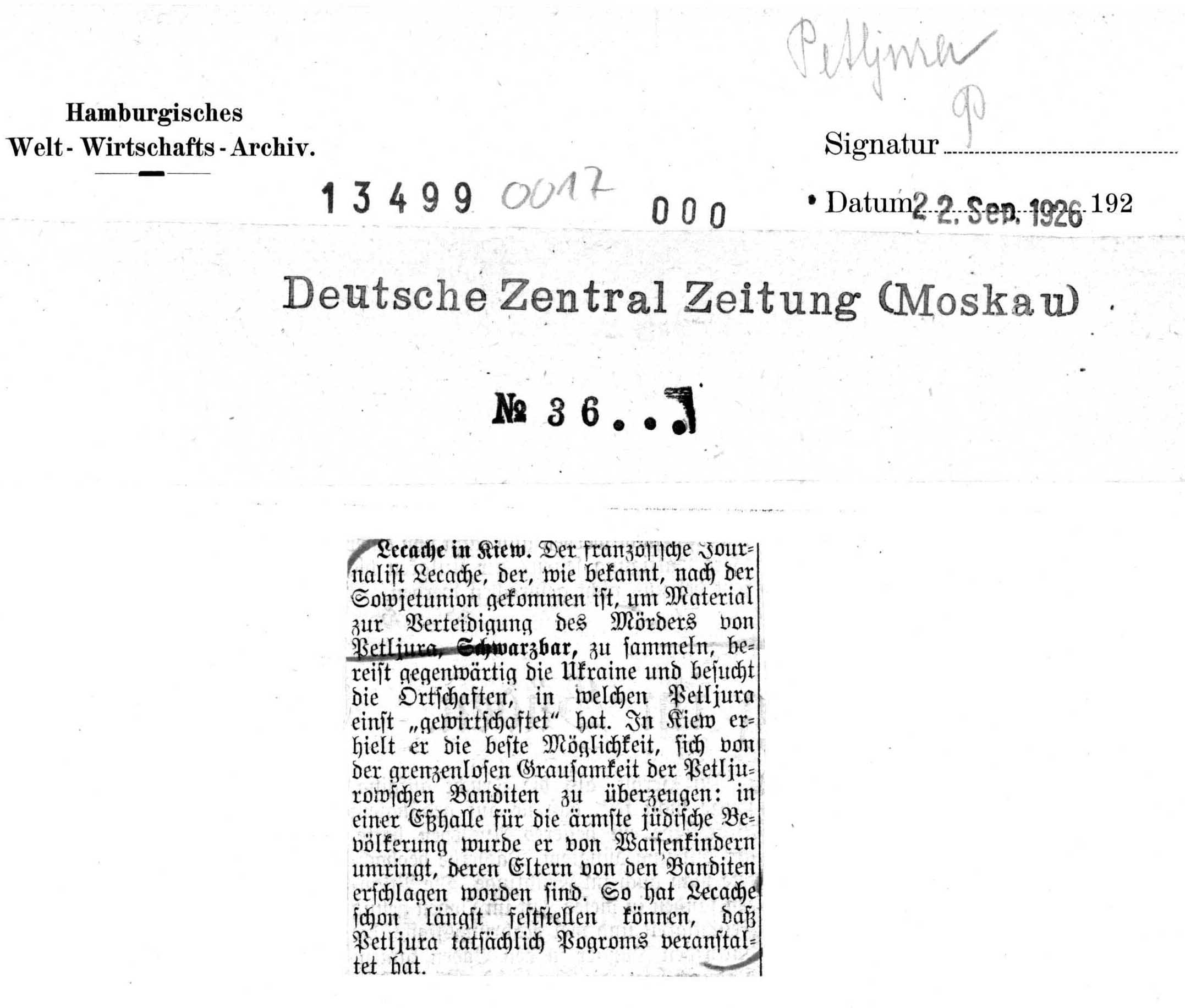
Artikel der Zeitschrift aus dem September 1926 (Titel: Lecache in Kiev)

Die Deutsche Zentral-Zeitung (DZZ) war eine in der UdSSR in deutscher Sprache erscheinende und von verschiedenen Gliederungen der KPdSU herausgegebene, gesellschaftspolitische Zeitung. Sie erschien von 1926 bis 1939 in Moskau.
Sie wurde am 1. Januar 1926 zunächst als Organ des Zentralbüros der Deutschen Sektionen beim Zentralkomitee der KPdSU unter dem Titel „Unsere Bauernzeitung“ herausgegeben, die lediglich mit insgesamt 16 Ausgaben erschien. Am 16. Mai 1926 ging sie in die „Deutsche Zentral-Zeitung für Stand und Land“ auf. Den Zusatz „für Stadt und Land“ behielt sie bis zum 31. Juli 1927, 1930 führte sie – nachdem das Zentralbüro der Deutschen Sektionen beim Zentralkomitee der KPdSU geschlossen worden war und die Zeitung von der Deutschen Sektion der Komintern herausgegeben wurde – im Untertitel die Bezeichnung „Zentralorgan der deutschen Werktätigen in der Sowjetunion“.
1929 erschien die DZZ dreimal wöchentlich mit einer Auflage von 10.000 Exemplaren, 1930 waren es 8.000 Exemplare, 1931 20.000. 1934 wurde die Auflage auf 25.000 Exemplare erhöht, 1937 betrug die Auflage 40.000 Exemplare.
Ursprünglich als gesamtnationale Zeitung für die deutsche Bevölkerung der UdSSR konzipiert, waren in der Entstehungsphase Ereignisse in den von Deutschen besiedelten Regionen der UdSSR, vor allem in der ASSR der Wolgadeutschen, Hauptthema der Zeitung. Angesichts der großen Zahl deutscher Arbeiter, die seit 1930 in die UdSSR einwanderten, orientierte sich die Zeitung verstärkt auf deren Probleme. Nach Hitlers Machtantritt im Januar 1933 und dem Zustrom politischer Emigranten wuchs die Leserschaft beträchtlich an.
Die Redaktion bestand 1927 aus 12 Mitarbeitern und 68 Korrespondenten, 1936 hatte die Zeitung 50 Mitarbeiter.
1936/1937 stand die DZZ im Zentrum einer in der Zeit des Großen Terrors vom NKWD inszenierten Verfolgung einer konterrevolutionären faschistischen Organisation in der Redaktion, aufgrund derer im Februar 1938 etwa 20 Mitarbeiter der Zeitung verhaftet wurden. Am 29. Mai 1938 beschloss das Organisationsbüro des ZK der KPdSU, die DZZ der Allunionsvereinigung „Meshdunarodnaja kniga“ zu übergeben und die Zeitung hauptsächlich als außenpolitisches Propagandaorgan einzusetzen. Demzufolge fiel der Zusatz „Zentral“ im Titel der Zeitung seit dem 26. August 1938 weg, die nun als „Deutsche Zeitung“ (DZ) firmierte. Am 3. Juli 1939 beschloss das Politbüro des ZK der KPdSU das Erscheinen der Zeitung einzustellen und am 13. Juli 1939 erschien die letzte Ausgabe.
Chefredakteure der Zeitung waren: Adolf Klein (1926 – 1928), H. Löffler (1929), Imre Komor (1929 – 1933), Wladimir Frischbutter (Oktober 1933 – Februar 1934), Julija Annenkowa (Februar 1934 – Mai 1937), Károly Garai (Pseudonym Karl Kürschner, Mai 1937 – Oktober 1937), Richard Grewe (Oktober 1937 – November 1937), Karl Hofmann (Ende 1937 – 1939), Adolf Sobelewitsch (1939)
Mitarbeiter der Zeitung waren u. a. Wanda Brońska-Pampuch, Robert Hauschild, Hermann Horstmann, Hugo Huppert, Georg Kaßler, Alois Ketzlik, Margarete Mengel, Maria Osten und Hans Schiff.
Zu den Autoren der Zeitung gehörten Johannes R. Becher, Klara Blum, Willi Bredel, Theodor Plivier, Gustav Regler, Adam Scharrer, Anna Seghers, Herbert Wehner, Erich Weinert, Friedrich Wolf und Hedda Zinner.
(Teil-)Verfilmungen der DZZ sind in mehreren deutschen Bibliotheken zu finden.